# Fabrizio Menghini
Fabrizio Menghini (Roma, 26 ottobre 1921 – Roma, 10 ottobre 1995) è stato un giornalista italiano, imprenditore televisivo e politico. È stato a capo dei servizi di cronaca giudiziaria del quotidiano Il Messaggero e direttore dell'emittente televisiva Teletevere.

## Biografia

### Formazione professionale
Dopo aver conseguito la maturità classica al liceo Visconti, Fabrizio Menghini entra nel 1946 al Messaggero come cronista giudiziario.

### Menghini e il caso Montesi
Menghini raggiunge fama nazionale durante il caso giudiziario di Wilma Montesi, la ragazza ventunenne trovata cadavere sulla spiaggia di Torvaianica, il 9 aprile 1953.
Alto quasi due metri e di imponente corporatura, spacciandosi per l'avvocato di famiglia di una inesistente ragazza scomparsa, è l'unico giornalista che riesce a introdursi nella camera mortuaria e a vedere il cadavere di Wilma. La descrizione che ne fa il giorno dopo, sulle colonne del quotidiano romano, permette ai famigliari di presentarsi per il riconoscimento della vittima. Ciò gli consente di guadagnarsi completa fiducia da parte della famiglia Montesi e, quasi ogni giorno, di uscire sul Messaggero con una rivelazione vera o presunta.
Al matrimonio di Wanda Montesi, la sorella di Wilma, Menghini è invitato come testimone di nozze; il giornalista convince allora la promessa sposa a sottoporsi a una visita ginecologica per dimostrare di essere «integra». Il certificato viene pubblicato sul quotidiano romano, con straordinario successo mediatico.
L'operato di Menghini dimostra come la stampa sia stata uno dei principali attori del caso Montesi e ne abbia dettato l'agenda. Il 19 settembre 1954 lo scandalo è tale che il Ministro degli affari esteri Attilio Piccioni si dimette dalle cariche ufficiali, per il coinvolgimento del figlio Piero, arrestato con l'accusa di omicidio colposo per la morte della povera Wilma e di uso di stupefacenti.
Il Messaggero, però, non è convinto della colpevolezza del figlio dell'uomo politico democristiano. Il 30 settembre, Menghini scrive sul quotidiano che vi sono indizi che possono accusare Giuseppe Montesi, zio della vittima. L'ipotesi è subito presa seriamente dall'opinione pubblica, tanto che addirittura il leader socialdemocratico Giuseppe Saragat, su una testata di partito, afferma che il caso è vicino a una svolta.
Due anni più tardi, a Venezia, il giornalista è chiamato sul banco dei testimoni al processo per omicidio contro Piero Piccioni, Ugo Montagna ed altri. In contemporanea con le sue prime deposizioni, alla fine di marzo del 1957, Menghini fa pubblicare sul settimanale L'Espresso una lettera aperta allo zio Giuseppe, chiedendogli di costituirsi, in quanto anche i parenti della scomparsa sospetterebbero di lui. Menghini, tuttavia, non si è mosso in accordo con la famiglia Montesi, la quale rompe ogni rapporto nei suoi confronti. Tramite Wanda, i Montesi rilasciano una dichiarazione in cui negano recisamente di nutrire sospetti su Giuseppe. Al giornalista, allora, è richiesto di fornire spiegazioni, ma non ha fatti nuovi da presentare, soltanto opinioni personali. Quello che all'inizio doveva essere un esplosivo colpo giornalistico si rivela un fiasco.
Il pubblico ministero, tuttavia, in mancanza di ulteriori elementi, si lancia in un furioso assalto contro lo zio, attingendo a piene mani dal lavoro svolto dal cronista del Messaggero. Alla fine, tutti gli imputati sono prosciolti e la Corte accoglie implicitamente la conclusione della Polizia giudiziaria che Wilma Montesi sia morta accidentalmente.

### Menghini capo servizio
Dopo il successo mediatico del caso Montesi, Menghini è promosso capo servizio della cronaca giudiziaria del quotidiano romano. Segue comunque in prima persona tutti i casi giudiziari della cronaca nera, in particolare il caso Fenaroli (1958-1961).
Nel 1962 collabora con la RAI come autore della trasmissione Le lesioni sportive, per la regia di Ubaldo Parenzo. Succede poi al comproprietario del Messaggero, Ferdinando Perrone, nella presidenza della prestigiosa Associazione fra i Romani. Fonda e poi presiede l'Unione delle Associazioni Regionali di Roma e del Lazio-UNAR e l'Associazione Nazionale dei Giornalisti Giudiziari.

### Tele Tevere
Nel 1975, Menghini si lancia nell'avventura televisiva. Fonda la TV romana Tele Tevere, e ne assume la direzione della testata giornalistica. Chiude quotidianamente le edizioni del telegiornale con un suo commento di fondo (I fatti del giorno) e conduce la rubrica di informazione giuridico-amministrativa I cittadini e la legge. Attorno a Menghini cresce un gruppo di giovani redattori che si avviano alla professione giornalistica, come il figlio Stefano, che condurrà il TG1-RAI tra il 1987 e il 1994 o Armando Sommajuolo, poi a LA7. Nel 1980, si presenta alle elezioni regionali del Lazio, nella lista del PSDI ma senza esito.
Al Messaggero, tuttavia, la "mossa" dell'anziano redattore capo non è particolarmente gradita. Nonostante che il giornalista si sia professionalmente trasferito dall'albo dei professionisti a quello dei pubblicisti, la sua attività esterna è considerata incompatibile con quella di capo servizio del quotidiano romano. Nel 1981, a sessant'anni, Menghini è costretto a collocarsi in pensione.
Prosegue l'attività giornalistica come direttore di Tele Tevere e conduttore di rubriche giuridiche sino alla sua scomparsa, per infarto, nel 1995.